# Kapplapur (A), Bidar
Kapplapur (A) là một làng thuộc tehsil Bidar, huyện Bidar, bang Karnataka, Ấn Độ.